# Shall We Dance? (Skulptur)

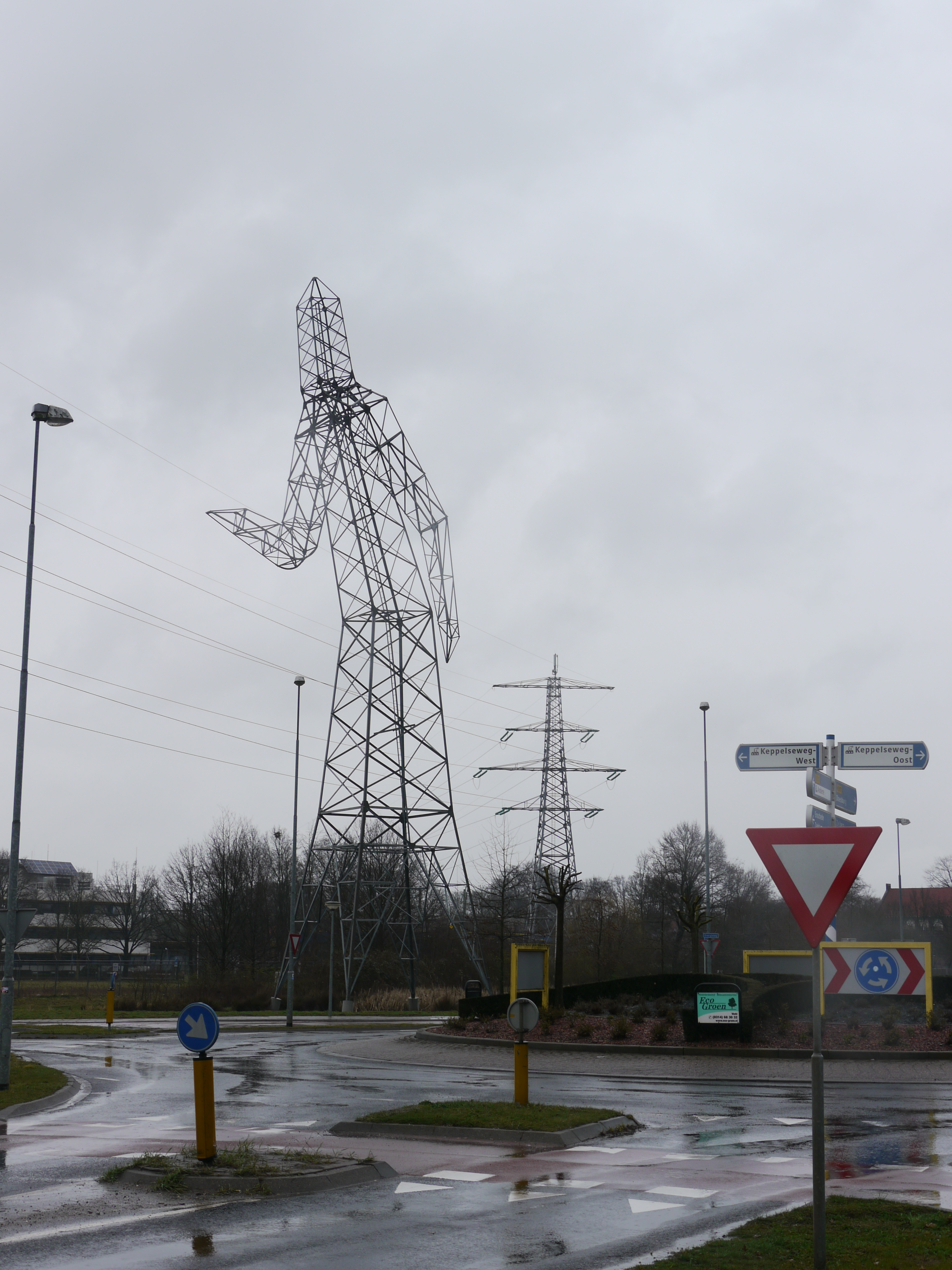
Skulptur Shall We Dance in Doetinchem

Shall We Dance ist eine 37 Meter hohe Stahlfachwerkplastik des  niederländischen Künstlers Floris Schoonderbeek in Doetinchem. Die in der Art von Freileitungsmasten gebaute Skulptur hat die Form eines im Vorwärtsschritt befindlichen, nach vorne geneigten Menschen, der eine Hand nach vorne ausstreckt. Das 2007 errichtete Werk wiegt 11 Tonnen. 